# Utkarsh Ambudkar

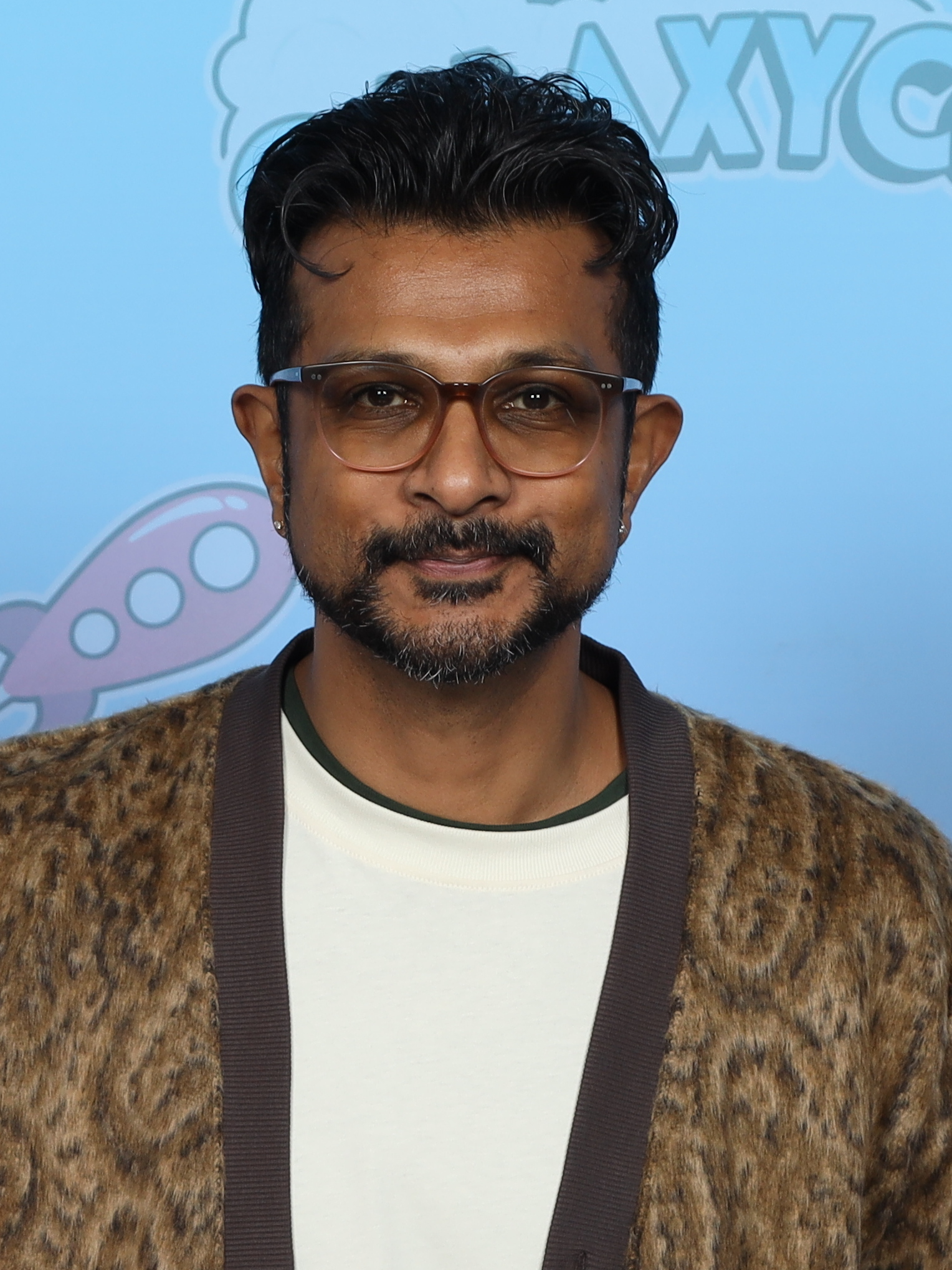
Utkarsh Ambudkar, 2024

Utkarsh Ambudkar (* 8. Dezember 1983 in Baltimore, Maryland) ist ein US-amerikanischer Film- und Serienschauspieler.

## Leben
Ambudkar erwarb einen Bachelor of Fine Arts an der Tisch School of the Arts der New York University. Er ist ein ehemaliger Video Jockey für MTV Desi. Er spielte in der Filmkomödie Pitch Perfect und in der Fernsehserie The Mindy Project.

## Filmografie (Auswahl)
- 2012: Pitch Perfect
- 2013–2015: The Mindy Project (Fernsehserie)
- 2015: Freaks of Nature
- 2015: The Muppets (Fernsehserie)
- 2018: Blindspotting
- 2018: Game Over, Man!
- 2019: Brittany Runs a Marathon
- 2020: The Broken Hearts Gallery
- 2020: Die gute Fee (Godmothered)
- 2021: Ein besonderes Leben (Special, Fernsehserie, vier Episoden)
- 2021: Free Guy
- 2021–2022: Noch nie in meinem Leben … (Never Have I Ever, Fernsehserie, acht Episoden)
- seit 2021: Ghosts (Fernsehserie)
- 2022: Marry Me – Verheiratet auf den ersten Blick (Marry Me)
- 2024: Avatar – Der Herr der Elemente (Avatar: The Last Airbender, Fernsehserie, 3 Episoden)
- 2024: My Dead Friend Zoe